# Clermont-Savès
Clermont-Savès (en occitano, Clarmont de Savés) es una comuna francesa situada en el departamento de Gers, en la región de Occitania.

## Demografía
| 99 | 84 | 100 | 109 | 137 | 164 | 402 |
| Para los censos de 1962 a 1999 la población legal corresponde a la población sin duplicidades (Fuente: INSEE [Consultar]) |    |     |     |     |     |     |